# 乌尔赛恩基
乌尔赛恩基（西班牙語：Urzainqui）是西班牙纳瓦拉的一个市镇。总面积21平方公里，总人口103人（2001年），人口密度5人/平方公里。